# Tetreuaresta spectabilis
Tetreuaresta spectabilis är en tvåvingeart som först beskrevs av Friedrich Hermann Loew 1873.  Tetreuaresta spectabilis ingår i släktet Tetreuaresta och familjen borrflugor. Inga underarter finns listade i Catalogue of Life.